# Ідехан-Мурзук

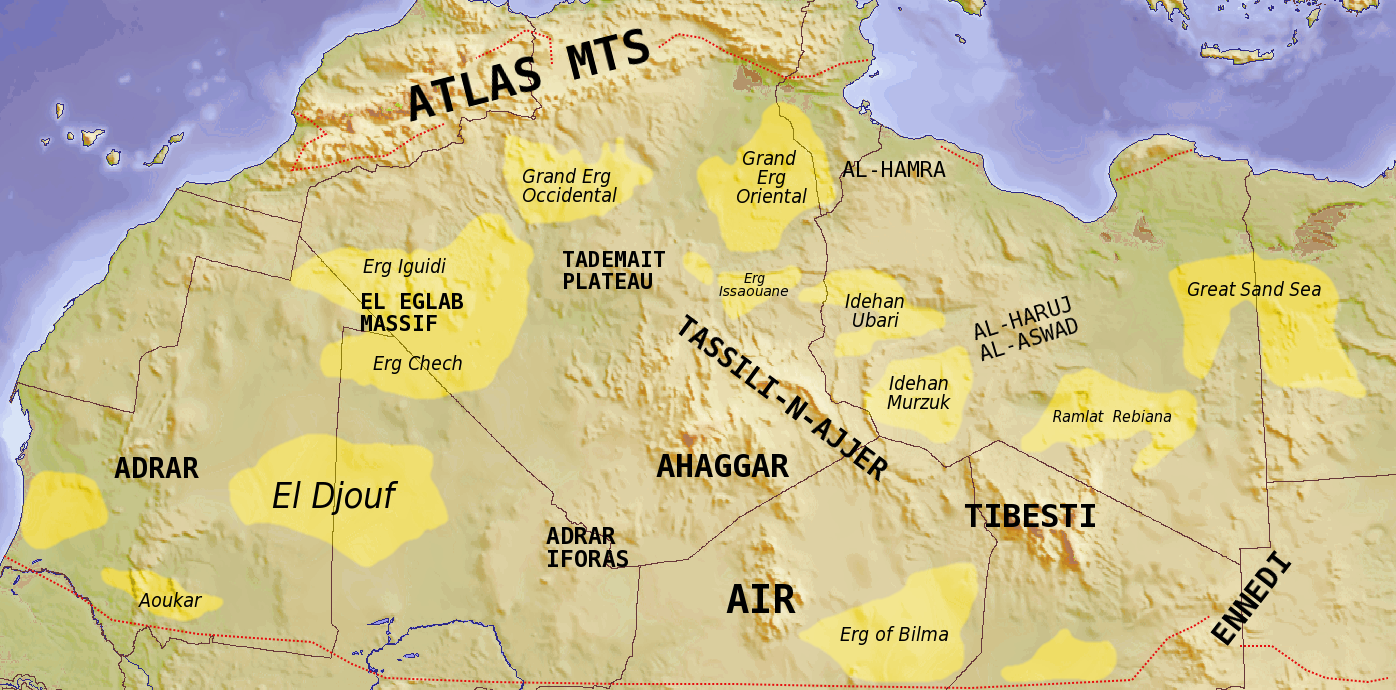
Ерги (піщані масиви) Сахари

Ідехан-Мурзук (англ. Idehan Murzuq) — піщана пустеля (ерг) на південному заході Лівії. Є частиною Сахари, хоча відділена від південної Сахари гірськими масивами Тібесті та Тассілі-н'Адджер. Висота — 450—500 м. На півночі та північному заході — дюни висотою до 300 м, позбавлені рослинності.
Займає територію площею 58 000 км². Річна норма опадів 10 мм. Вздовж північних та східних окраїн зрідка трапляються оази з фініковими пальмами.

## Нафта
Після того, як в 1957 році почалась розвідка нафти, у басейні Мурзук було виявлено 11 нафтових полів, з яких два вважаються гігантськими. Загалом запаси нафти оцінюються у 2 млрд барелів.